# Acatlán (municipi d'Hidalgo)
Acatlán és un dels vuitanta-quatre municipis de l'estat d'Hidalgo. Acatlán és el cap de municipi i principal centre de població d'aquesta municipalitat. Aquest municipi és a la part central de l'estat d'Hidalgo. Limita al nord amb el municipi de Tlahuelilpan, al sud amb Tulancingo, l'oest amb Acaxochitlán i a l'est amb Francisco I Madero.